# Église Saint-Martin de Landivy
L'église Saint-Martin de Landivy est une église catholique située à Landivy, dans le département français de la Mayenne.

## Localisation
L'église est située dans le bourg de Landivy, en bordure de la route départementale 31.

## Histoire
Le sanctuaire initial, déjà dédié à saint Martin, avait été donné à l'abbaye Saint-Jouin de Marnes. Il comportait une avancée extérieure prévue pour la réunion du chapitre.
L'église actuelle a remplacé l'ancien édifice devenu trop exigu. Elle fut construite de 1874 à 1879 par Eugène Hawke, l'architecte de la basilique Notre-Dame de Pontmain toute proche, sur un devis de 100 000 francs.

## Architecture et extérieurs
L'édifice a été construit avec plan en croix latine.

## Intérieur
Le chœur est décoré d'arcatures.

### Vitraux
Les vitraux représentent plusieurs personnages, dont saint Ernée, saint Pierre et saint Paul notamment, ainsi que différentes scènes du Nouveau Testament.

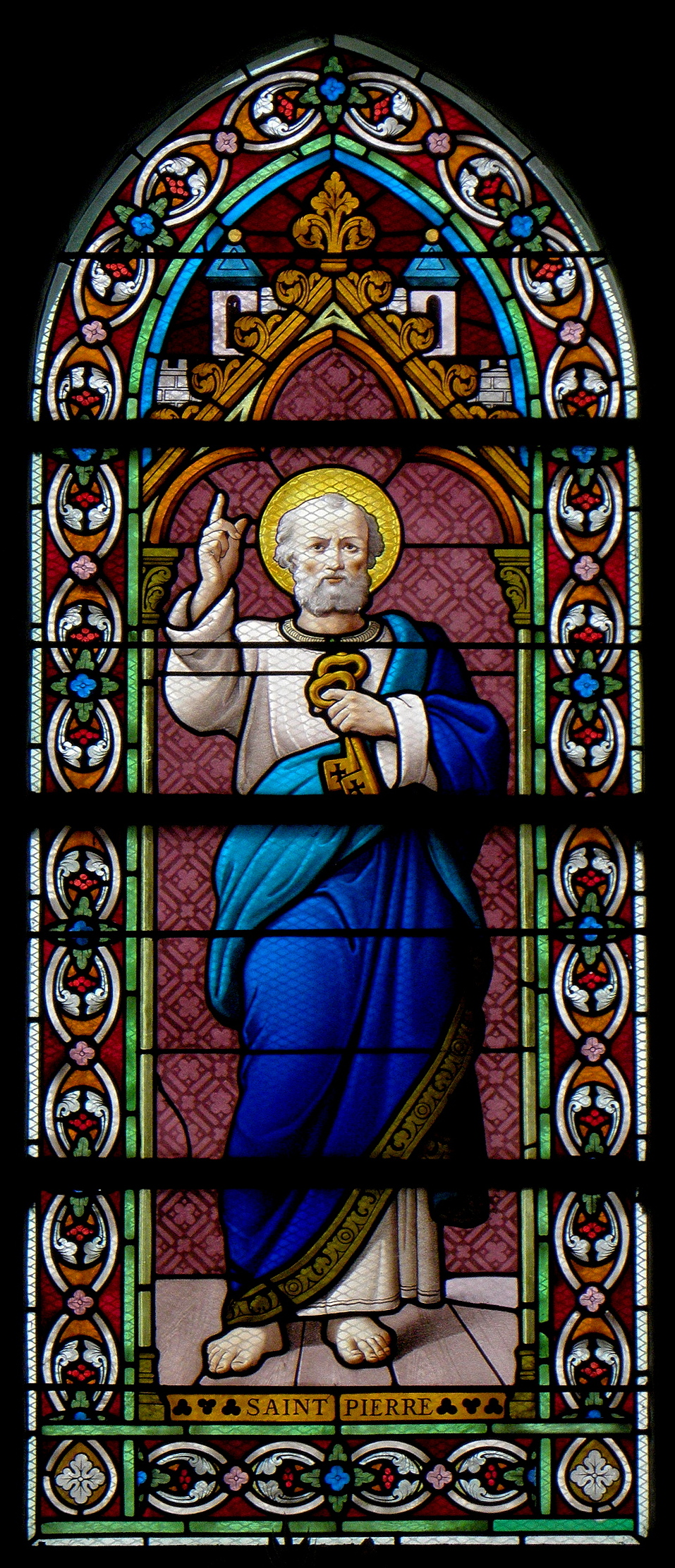
Saint Pierre.
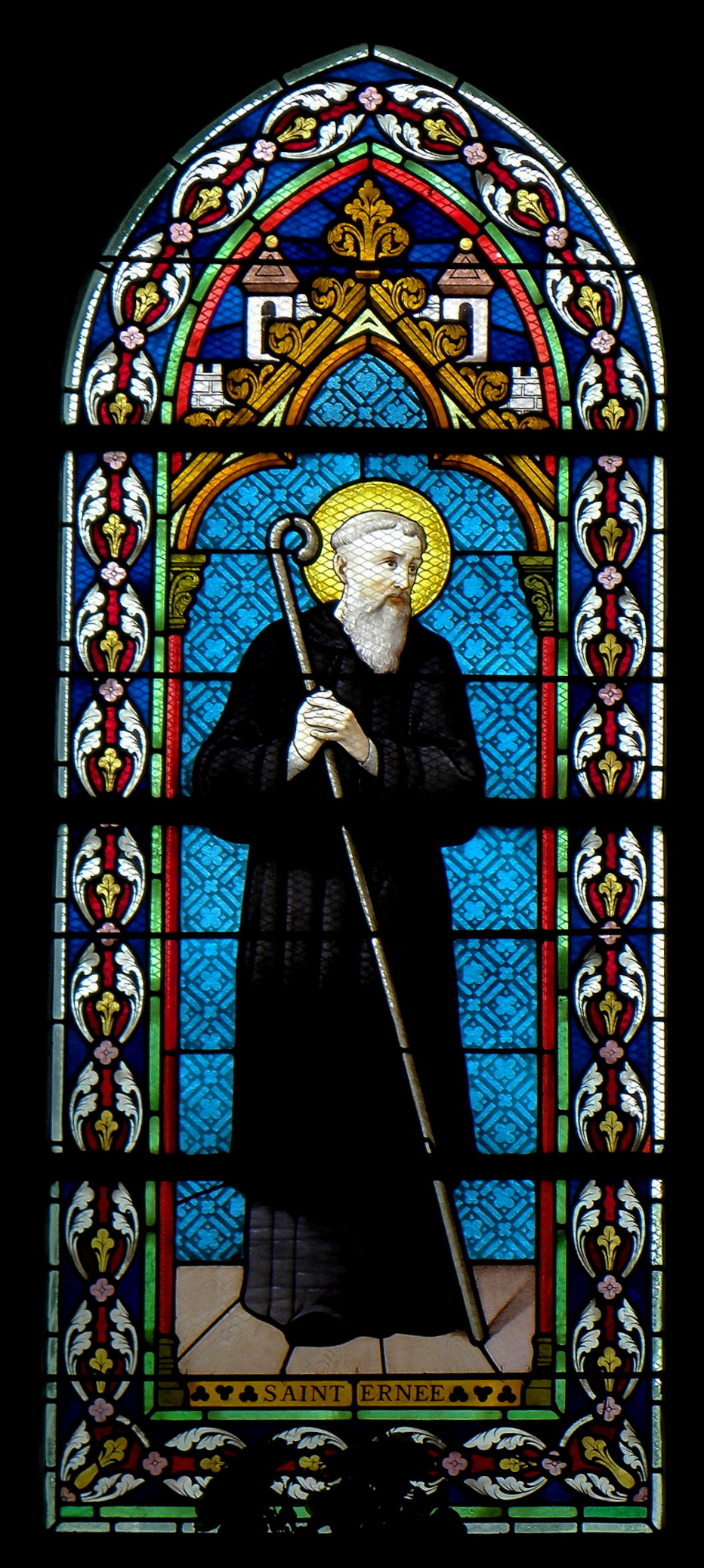
Saint Ernée.
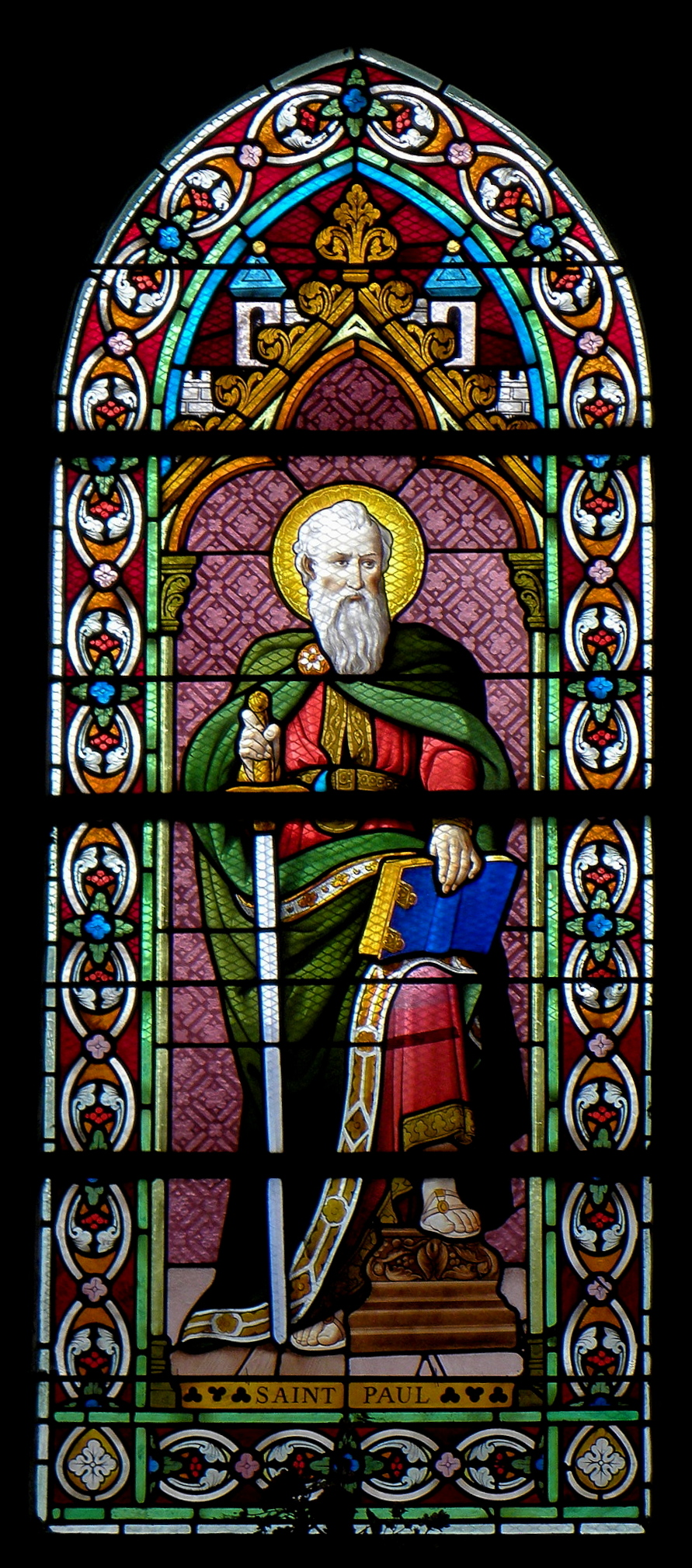
Saint Paul.

### Bannières
Sont entreposées quelques bannières, représentant pour certaines d'entre elles des épisodes de la vie de saint Martin.

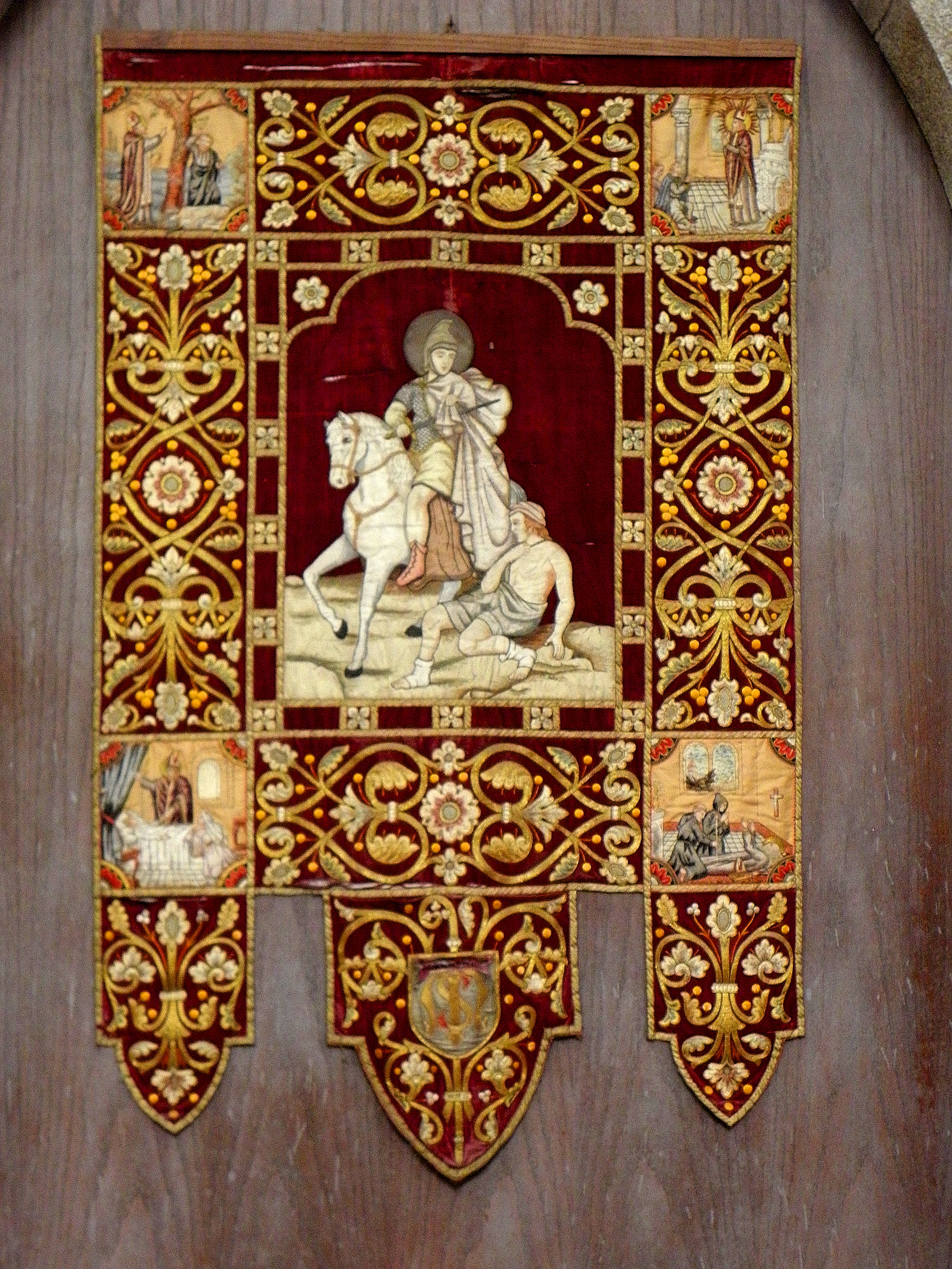
Saint Martin partageant son manteau.
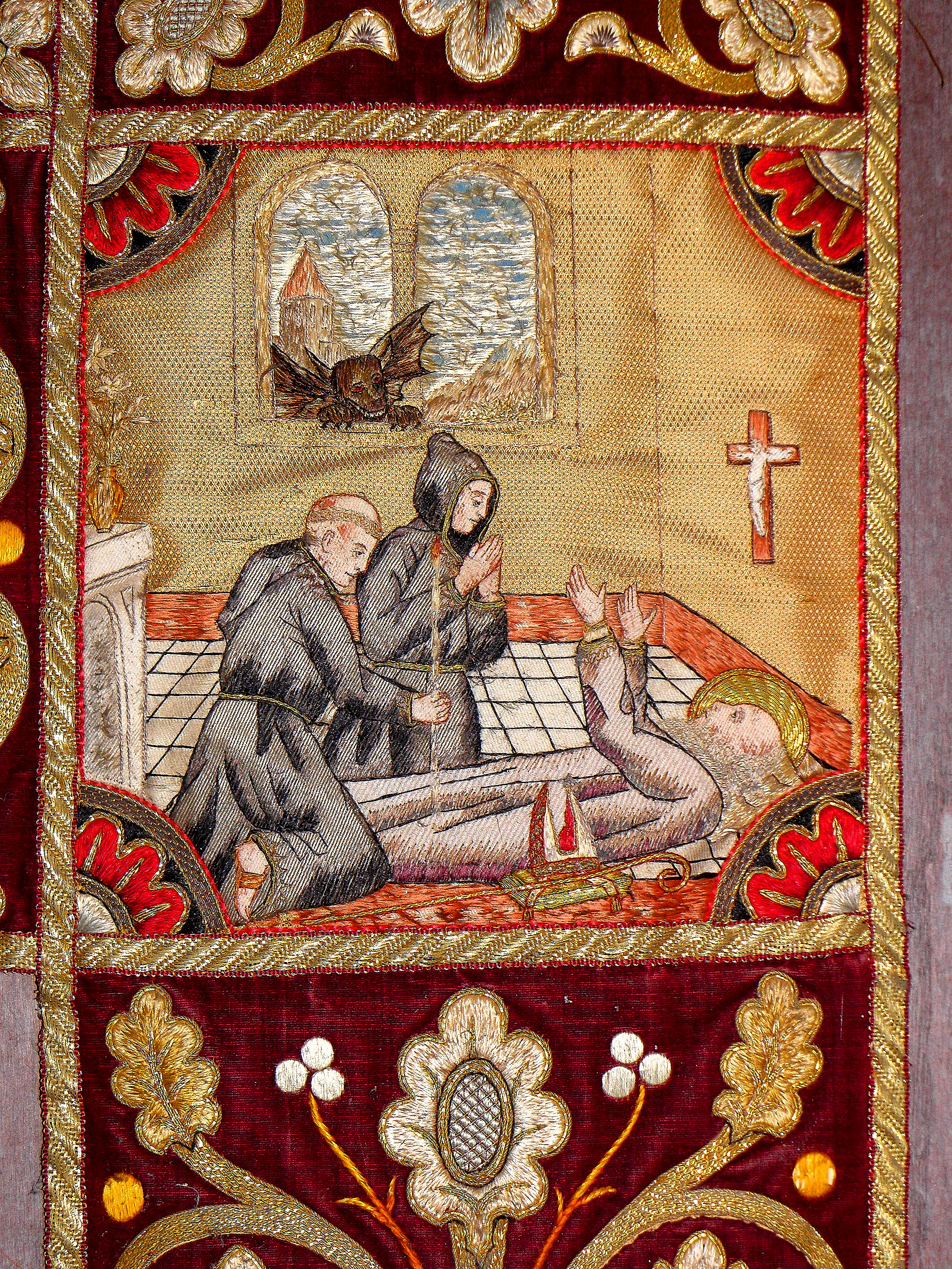
La Mauvaise mort.
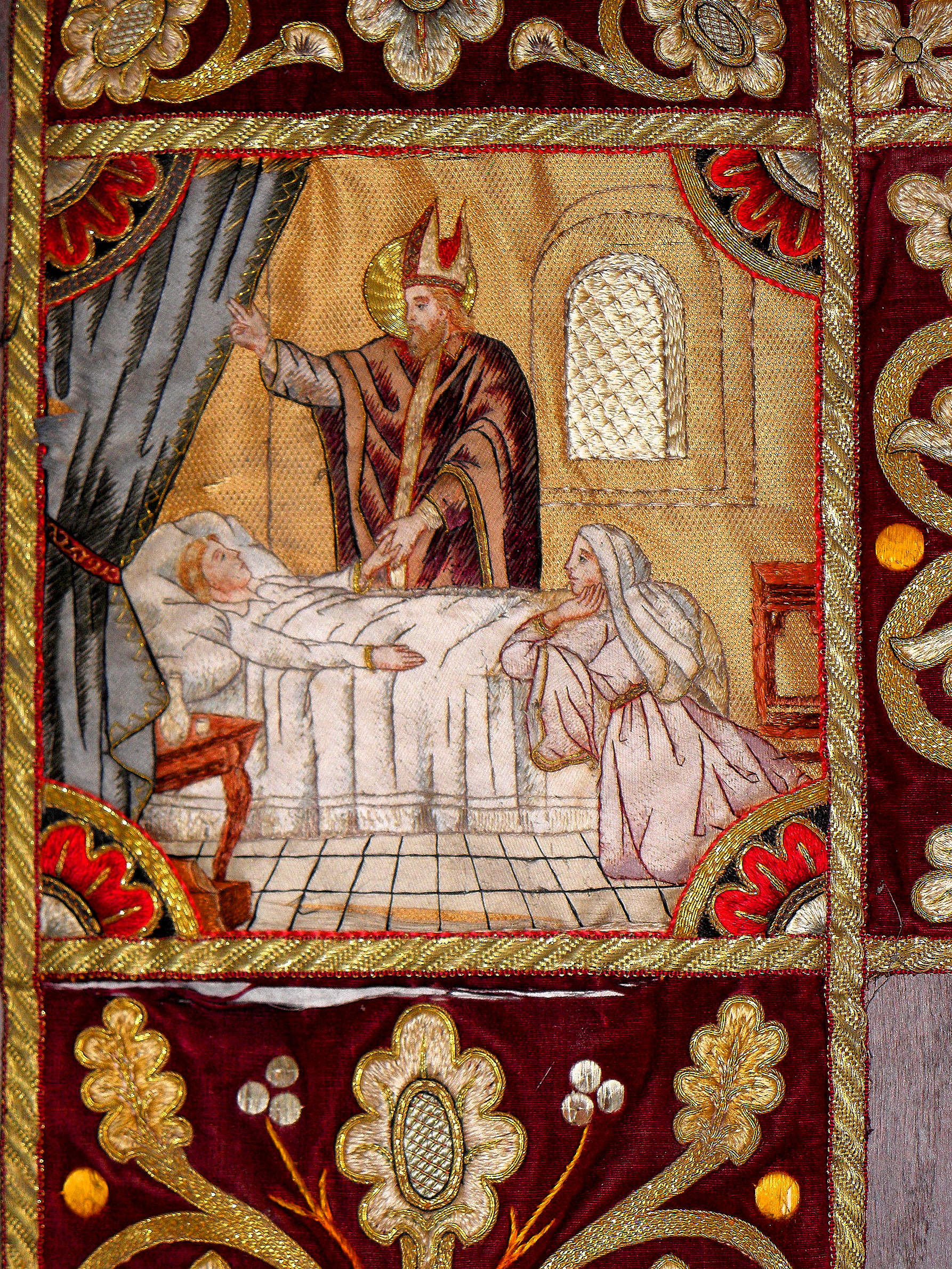
La Bonne mort.